# Tabanus besti
Tabanus besti är en tvåvingeart som beskrevs av Surcouf 1907. Tabanus besti ingår i släktet Tabanus och familjen bromsar. Inga underarter finns listade i Catalogue of Life.